# مسييه 9

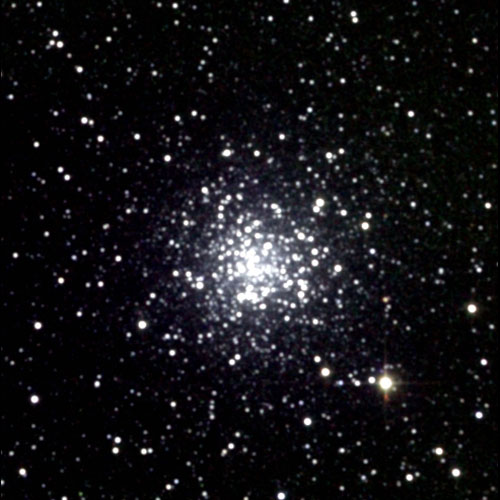
مسييه 9

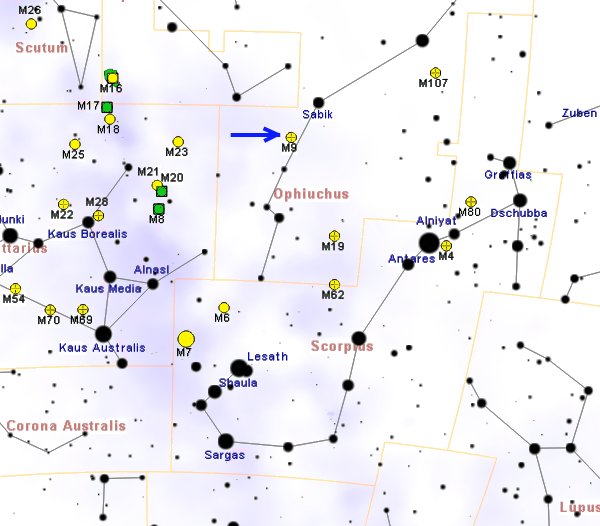
مسييه 9

مسييه 9 هو عبارة عن عنقود كروي من النجوم يقع ضمن كوكبة الحواء، وتحديداً تقع في الجزء الجنوبي من الكوكبة إلى الجنوب الغربي من النجم إيتا أوفيوتشي على حافة البقعة المظلمة من المنطقة الضابيبة. تُسمى بيرنارد 64 .  أول من أكتشف مسييه 9 بواسطة عالم الفلك الفرنسي شارل مسييه في 3 يونيو 1764، والذي وصفه بأنه «سديم بلا نجوم». وفي عام 1783 تمكن عالم الفلك الإنجليزي ويليام هيرشل من أستخدام تلسكوبه العاكس لحل النجوم الفردية داخل العنقود. ويبلغ نصف قطر العنقود 45 سنة ضوئية. ويتحرك العنقود مبتعد عنا بسرعة عالية جداً تبلغ 224 كيلومتر / الثانية.

## خصائصه
يصل القدر الظاهري للعنقود 7.7+، والحجم الزاوي 9.3، ويمكن رؤيته باستخدام تلسكوب صغير. وهي واحدة من العناقيد الكروية الأقرب إلى مركز المجرة حيث يبعد حوالي 5500 سنة ضوئية عن قلب المجرة. يبتعد عن الأرض حوالي 25,800 سنة ضوئية. ويبلغ السطوع الكلي للنعقود مسييه 9 حوالي 120,000 ضعف لمعان الشمس ويصل عدد نجوم العنقود لـ 250,000 نجم، ويبلغ القدر المطلق 8.04- ويصل القدر الظاهري لأمع نجم في العنقود إلى 13.5+ ، مما يجعله مرئي في تلسكوبات متوسطة الحجم. وتم أكتشاف 24 نجماً متغيراً في متغيرات متغيرات (RR) القيثارة، بالأضافة إلى نجوم متغير طويل المدى، والنوع متغير قيفاوي النوع الثاني، والنوع متغير الغول.

## اقرأ أيضاً
- علم الفلك للأشعة السينية
- مجرة حلزونية
- نجم
- مجرة
- قزم أبيض
- عملاق أحمر
- الانفجار العظيم
- خط زمني للانفجار العظيم
- نجم نيوتروني
- ثقب أسود
- كويكبات